# Aquaman i Zaginione Królestwo
Aquaman i Zaginione Królestwo (oryg. Aquaman and the Lost Kingdom) – amerykański fantastycznonaukowy film akcji na podstawie serii komiksów o superbohaterze o tym samym pseudonimie wydawnictwa DC Comics. Za reżyserię odpowiada James Wan, a za scenariusz David Leslie Johnson-McGoldrick. Tytułową rolę gra Jason Momoa, a obok niego w rolach głównych występują m.in. Amber Heard, Yahya Abdul-Mateen II, Patrick Wilson, Dolph Lundgren, Temuera Morrison i Nicole Kidman.
Jest kontynuacją filmu Aquaman z 2018 roku i piętnastym filmem należącym do franczyzy DC Extended Universe. Światowa premiera odbyła się 19 grudnia 2023 roku w Los Angeles.

## Obsada
- Jason Momoa jako Arthur Curry / Aquaman, będący półkrwi Atlantyjczykiem, syn Thomasa Curry’ego i królowej Atlanny, który objął tron podwodnego Atlantis. Potrafi manipulować falami, komunikować się z wodnymi stworzeniami i pływać z nadludzką szybkością[1].
- Amber Heard jako Mera, wojowniczka Atlantis, która była wychowywana przez królową Atlannę. Ma zdolności hydrokinetyczne i telepatyczne[1].
- Patrick Wilson jako Orm Marius / Ocean Master, skorumpowany przyrodni brat Arthura Curry’ego, który chciał przejąć tron Atlantis[2].
- Yahya Abdul-Mateen II jako David Kane / Black Manta, bezwzględny najemnik i poszukiwacz skarbów[3].
- Randall Park jako dr Stephen Shin, biolog morski, który ma obsesję na punkcie znalezienia Atlantydy[4].
- Dolph Lundgren jako Nereus, król podwodnego królestwa Xebel i ojciec Mery[5].
- Temuera Morrison jako Thomas Curry, ojciec Arthura[6].
- Martin Short jako Kingfish, władca pirackiej przystani[7].
- Nicole Kidman jako Atlanna, matka Arthura i królowa Atlantydy[8].

Dodatkowo w filmie wystąpili Vincent Regan jako Atlan, pierwszy król Atlantydy; Jani Zhao jako Stingray; Indya Moore jako Karshon oraz Pilou Asbæk.

## Produkcja

### Rozwój projektu
W październiku 2018 roku James Wan wyjawił, że dyskusje nad sequelem rozpoczęły się w trakcie postprodukcji pierwszego filmu. Jason Momoa napisał historię do drugiej części podczas prac na planie pierwszej części, która została pozytywnie przyjęta przez Toby Emmericha z Warner Brothers Entertainment i producenta Petera Safrana. W grudniu dobre wyniki finansowe i pozytywna reakcja krytyków na film Aquaman przekonały studio do rozpoczęcia prac nad kontynuacją. W styczniu 2019 roku poinformowano, że Wan powróci na stanowisko reżysera. Geoff Boucher z Deadline Hollywood zauważył, że Wan bardzo skrupulatnie zajmował się kontynuacją swoich poprzednich filmów i był „głęboko zaangażowany” w budowanie świata Aquamana, który porównał do Śródziemia czy galaktyki w Gwiezdnych wojnach. Miesiąc później ujawniono, że David Leslie Johnson-McGoldrick zajmie się scenariuszem. W tym samym miesiącu studio wyznaczyło datę amerykańskiej premiery na 16 grudnia 2022 roku.

### Casting
W styczniu 2019 roku poinformowano, że swoje role powtórzą Jason Momoa jako Aquaman i Amber Heard jako Mera. W listopadzie ujawniono, że Patrick Wilson powróci jako Orm Marius, a miesiąc później, że Yahya Abdul-Mateen II jako David Hyde. W listopadzie 2020 Heard zdementowała pogłoski mówiące o tym, że nie pojawi się w filmie z powodu kontrowersji w sprawie jej byłego męża, Johnny’ego Deppa. W lutym 2021 ogłoszono, że Dolph Lundgren powróci jako król Nereus. W kwietniu tego samego roku poinformowano, że do obsady dołączył Pilou Asbæk, jednak jego rola nie jest jeszcze znana. Na początku czerwca James Wan ogłosił, że film zatytułowany będzie Aquaman and the Lost Kingdom. W tym samym miesiącu Temuera Morrison ujawnił, że powróci w roli Thomasa Curry’ego. We wrześniu potwierdzono, że w filmie zagra Pilou Asbæk. Ujawniono też, że Randall Park powróci jako dr Stephen Shin, Jani Zhao zagra Stingray, a Indya Moore zagra Karshon. Poinformowano też, że Vincent Regan zastąpi Grahama McTavisha w roli króla Atlana. Wraz z zakończeniem zdjęć ogłoszono, że Nicole Kidman powtórzy swoją rolę jako królowa Atlanna. W lipcu 2022 ujawniono, że Ben Affleck pojawi się jako Bruce Wayne / Batman. Affleck zagrał wcześniej tę rolę w innych filmach należących do DC Extended Universe. Pojawiły się także doniesienia, że pierwotnie Michael Keaton miał powtórzyć rolę Batmana z filmu Flash, a sceny z jego udziałem zostały nakręcone, jednak po zmianie daty premiery studio ponownie sfilmowało je z Affleckiem. Ostatecznie sceny z oboma aktorami zostały usunięte z finalnej wersji filmu.

### Zdjęcia
Zdjęcia rozpoczęły się 28 czerwca 2021 w Londynie, pod roboczym tytułem Necrus. Kostiumami zajmuje się Louise Frogley. Na początku września zdjęcia odbywały się na plaży Saunton Sands, a w grudniu na Hawajach. Prace na planie zakończyły się 12 stycznia 2022 w Malibu.

## Muzyka
W sierpniu 2021 Rupert Gregson-Williams ujawnił, że skomponuje muzykę do filmu.

## Wydanie
Film miał swoją światową premierę 19 grudnia 2023 roku w Los Angeles. Dla szerszej publiczności w Stanach Zjednoczonych film zadebiutował trzy dni później. Pierwotnie miał zostać wydany 16 grudnia 2022 roku, ale z powodu problemów produkcyjnych został przeniesiony na 17 marca 2023 roku. Następnie premiera została ponownie przesunięta, na 25 grudnia 2023 roku, a następnie cofnięta do 22 grudnia. 45 dni po premierze film był dostępny na HBO Max. 